# 1986-os magyar atlétikai bajnokság
Az 1986-os magyar atlétikai bajnokságon, amely a 91. bajnokság volt.

## Helyszínek
- téli dobóbajnokság: február 5., Népstadion edzőpálya
- maraton: március 22., Szeged
- mezei bajnokság: április 13., Dunakeszi, lóversenypálya
- férfi 50 km-es és női 10 km-es gyaloglás: április 20., Békéscsaba
- férfi és női 10 000 m: június 1., BEAC pálya, Bogdánfy u
- 20 km-es gyaloglás: június 29., Ózd
- hétpróba: július 12–13., Népstadion
- női 5000 m: augusztus 11., Népstadion
- pályabajnokság: augusztus 15–17., Népstadion
- tízpróba: szeptember 11–12., BEAC pálya, Bogdánfy u
- váltóbajnokság: szeptember 20–21., BEAC pálya, Bogdánfy u

## Eredmények

### Férfiak
| Versenyszám            | Arany                                                                    | Arany    | Ezüst                                                                | Ezüst    | Bronz                                                    | Bronz    |
| ---------------------- | ------------------------------------------------------------------------ | -------- | -------------------------------------------------------------------- | -------- | -------------------------------------------------------- | -------- |
| 100 m                  | Kovács Attila Újpesti Dózsa                                              | 10,29    | Tatár István Bp. Honvéd                                              | 10,40    | Havas Endre Csaba KSC                                    | 10,55    |
| 200 m                  | Fetter György Bp. Spartacus                                              | 20,78    | Kovács Attila Újpesti Dózsa                                          | 21,10    | Karaffa László Bp. Honvéd                                | 21,43    |
| 400 m                  | Menczer Gusztáv Újpesti Dózsa                                            | 45,97    | Takács István Újpesti Dózsa                                          | 46,25    | Kiss László Tatabányai Bányász                           | 46,37    |
| 800 m                  | Paróczai András BVSC                                                     | 1:49,20  | Szalai István Tatabányai Bányász                                     | 1:49,32  | Reichnach Ferenc Tatabányai Bányász                      | 1:49,74  |
| 1500 m                 | K. Szabó Gábor Bp. Honvéd                                                | 3:40,64  | Tóth László Bp. Honvéd                                               | 3:41,19  | Knipl István Bp. Honvéd                                  | 3:41,53  |
| 5000 m                 | K. Szabó Gábor Bp. Honvéd                                                | 14:08,18 | Gyacskov Igor Építők SC                                              | 13:15,13 | Sárközi Gyula Szekszárdi Dózsa                           | 14:18,42 |
| 10 000 m               | K. Szabó Gábor Bp. Honvéd                                                | 28:55,25 | Kadlót Zoltán Salgótarjáni Kohász                                    | 28:58,20 | Sulyok Attila Bp. Spartacus                              | 28:59,07 |
| 4 × 100 m              | Hobinka Zsolt Karaffa László Karlik Pál Tatár István Bp. Honvéd          | 39,01    | Újpesti Dózsa                                                        | 39,31    | BEAC-MAFC                                                | 41,18    |
| 4 × 200 m              | Hencz Sándor Daragó László Lados Péter Szabó Csaba BEAC-MAFC             | 1:28,8   | Papp Tamás Szekeres Attila Fatér Zoltán Tóth Sándor Zalaegerszegi TE | 1:30,08  | Honvéd Kun SE                                            | 1:31,10  |
| 4 × 400 m              | Menczer Gusztáv Takács István Szabó G. István Bankó Pál Újpesti Dózsa    | 3:08,25  | Újpesti Dózsa B                                                      | 3:12,51  | Debreceni MVSC                                           | 3:12,94  |
| 4 × 800 m              | Bereczky József Weiner Csaba Péczeli Tamás Szabó Zsolt Diósgyőri VTK     | 7:47,8   | Ferencvárosi TC                                                      | 8:04,9   | Honvéd Kun SE                                            | 8:22,1   |
| 4 × 1500 m             | Kazsimer Attila Weiner Csaba Péczeli Tamás Bereczky József Diósgyőri VTK | 16:06,1  | Honvéd Kun SE                                                        | 17:01,5  | BEAC-MAFC                                                | 19:16,6  |
| 110 m gát              | Bakos György Újpesti Dózsa                                               | 13,74    | Bodó Béla Debreceni MVSC                                             | 13,84    | Villányi MTK-VM                                          | 14,22    |
| 400 m gát              | Simon Balla István Újpesti Dózsa                                         | 49,62    | Spiriev Attila MTK-VM                                                | 49,98    | Takács István Újpesti Dózsa                              | 50,39    |
| 3000 m akadály         | Markó Gábor Bp. Honvéd                                                   | 8:36,74  | Balogh Gyula Szekszárdi Dózsa                                        | 8:38,51  | Vágó Béla MTK-VM                                         | 8:42,05  |
| 20 km gyaloglás        | Urbanik Sándor Tatabányai Bányász                                        | 1:24:54  | Farkas Zoltán Haladás VSE                                            | 1:26,44  | Szálas János Bp. Honvéd                                  | 1:27,22  |
| 50 km gyaloglás        | Veréb Rudolf Diósgyőri VTK                                               | 3:57:32  | Czukor Zoltán Komlói Bányász                                         | 4:00:58  | Domján Miklós Haladás VSE                                | 4:02:50  |
| magasugrás             | Németh Gyula Csepel SC                                                   | 225 cm   | Raus Károly Pécsi MSCSzendrei Zsolt Debreceni MVSC                   | 214 cm   |                                                          |          |
| távolugrás             | Pálóczi Gyula Tatabányai Bányász                                         | 802 cm   | Szalma László Vasas SC                                               | 792 cm   | Vágó Béla Építők SC                                      | 781 cm   |
| hármasugrás            | Bakosi Béla Nyíregyházi VSSC                                             | 16,59 m  | Sári Kálmán Veszprémi SE                                             | 16,21 m  | Novák Gyula Salgótarjáni Kohász                          | 16,08 m  |
| rúdugrás               | Molnár Gábor Bp. Honvéd                                                  | 530 cm   | Bagyula István Csepel SC                                             | 530 cm   | Makó Ernő Debreceni MVSC                                 | 510 cm   |
| súlylökés              | Szabó László Tatabányai Bányász                                          | 18,83 m  | Kóczián Jenő BEAC-MAFC                                               | 18,45 m  | Rajniczer Lajos SZEOL-DÉLÉP                              | 18,15 m  |
| diszkoszvetés          | Holló Csaba Bp. Postás                                                   | 60,50 m  | Ficsor József Nyíregyházi VSSC                                       | 58,83 m  | Horváth Attila Haladás VSE                               | 58,14 m  |
| gerelyhajítás          | Bolgár Tamás Szegedi VSE                                                 | 76,84 m  | Stefán László Nyíregyházi VSSC                                       | 75,48 m  | Paragi Ferenc Csepel SC                                  | 74,16 m  |
| kalapácsvetés          | Gécsek Tibor Haladás VSE                                                 | 77,24 m  | Szitás Imre Haladás VSE                                              | 77,12 m  | Vörös Sándor MTK-VM                                      | 73,64 m  |
| tízpróba               | Vágó Béla Bp. Építők                                                     | 7516     | Hoffer József Tatabányai Bányász                                     | 7301     | Szabó Dezső Újpesti Dózsa                                | 7277     |
| maraton                | Kerékjártó István Újpesti Dózsa                                          | 2:13:35  | Borka Gyula Bp. Spartacus                                            | 2:13,45  | Papp János Diósgyőri VTK                                 | 2:14,00  |
| kis mezei futás (6 km) | Orosz József Kazincbarcikai Vegyész                                      | 17:37    | Balogh Gyula Szekszárdi Dózsa                                        | 17:38    | Szatzker Gyula Komlói Bányász                            | 17:42    |
| mezei futás (12 km)    | K. Szabó Gábor Bp. Honvéd                                                | 36:10    | Kadlót Zoltán Salgótarjáni Kohász                                    | 36:18    | Bók László Kaposvári Rákóczi                             | 26:26    |
| csapat 20 km gyaloglás | Veréb Rudolf Kánya Sándor Kovács András Diósgyőri VTK                    | 4:28:05  | Farkas Zoltán Domján Miklós Major Ferenc Haladás VSE                 | 4:32:23  | Tatabányai Bányász                                       | 4:33:01  |
| csapat 50 km gyaloglás | Hudi Rudolf Andrásfai Endre Éder Ferenc Bp. Postás                       | 12:54:55 | Dudás Gyula Balogh István Ványa József Szegedi VSE                   | 13:43:59 | BVSC                                                     | 13:48:28 |
| csapat maraton         | Borka Gyula Kiss Zoltán Bula Ferenc Bp. Spartacus                        | 6:44:12  | Vasas SC                                                             | 6:48,25  | Pécsi MSC                                                | 6:51,45  |
| csapat kis mezei futás | Balogh Gyula Sárközi Gyula Lamuth Jakab Szekszárdi Dózsa                 | 14       | Bp. Honvéd                                                           | 35       | Bucsuházi József Volford László Zeller Zsolt SZEOL-DÉLÉP | 43       |
| csapat mezei futás     | Sulyok Attila Antal Péter Bula Ferenc Bp. Spartacus                      | 24       | Újpesti Dózsa                                                        | 32       | Építők SC                                                | 44       |

### Nők
| Versenyszám            | Arany                                                                     | Arany    | Ezüst                                                                       | Ezüst                | Bronz                                    | Bronz                |
| ---------------------- | ------------------------------------------------------------------------- | -------- | --------------------------------------------------------------------------- | -------------------- | ---------------------------------------- | -------------------- |
| 100 m                  | Juhász Erzsébet Szolnoki MÁV MTE                                          | 11,71    | Nagy Újpesti Dózsa                                                          | 11,95                | Hargitai Éva Vasas SC                    | 11,99                |
| 200 m                  | Forgács Judit Tatabányai Bányász                                          | 23,89    | Juhász Erzsébet Szolnoki MÁV MTE                                            | 24,00                | Könye Irma Bp. Honvéd                    | 24,05                |
| 400 m                  | Forgács Judit Tatabányai Bányász                                          | 51,81    | Pál Ilona Hatvani Kinizsi                                                   | 52,51                | Petrika Ibolya Nyíregyházi VSSC          | 53,81                |
| 800 m                  | Biacsics Elvira Tatabányai Bányász                                        | 2:05,62  | Rácz Katalin Újpesti Dózsa                                                  | 2:05,95              | Horváth BVSC                             | 2:06,15              |
| 1500 m                 | Rácz Katalin Újpesti Dózsa                                                | 4:16,51  | Ágoston Zita Dunaújvárosi Kohász                                            | 4:17,74              | Szabó Bp. Honvéd                         | 4:17,75              |
| 3000 m                 | Szabó Karolina Bp. Honvéd                                                 | 9:10,12  | Ágoston Zita Dunaújvárosi Kohász                                            | 9:10,80              | Fazekas Erika Diósgyőri VTK              | 9:15,41              |
| 5000 m                 | Fazekas Erika Diósgyőri VTK                                               | 15:38,93 | Szabó Karolina Bp. Honvéd                                                   | 15:52,64             | Ágoston Zita Dunaújvárosi Kohász         | 16:11,59             |
| 10 000 m               | Szabó Karolina Bp. Honvéd                                                 | 32:07,64 | Fazekas Erika Diósgyőri VTK                                                 | 32:22,62             | Ágoston Zita Dunaújvárosi Kohász         | 33:20,58             |
| 4 × 100 m              | Barati Éva Balázs Éva Könye Irma Gazdag Zsuzsa Bp. Honvéd                 | 46,21    | Daku Mónika Petrika Ibolya Hrács Piroska Bagoly Csilla Nyíregyházi VSSC     | 46,45                | Zalaegerszegi TE                         | 46,48                |
| 4 × 200 m              | Gáspár Katalin Ács Judit Kozáry Ágnes Majsa Rita Zalaegerszegi TE         | 1:40,9   | MTK-VM                                                                      | 1:42,05              | BEAC-MAFC                                | 1:47,5               |
| 4 × 400 m              | Hrács Piroska Kasza Edit Szepesi Éva Petrika Ibolya Nyíregyházi VSSC      | 3:46,14  | Kocsis Erika Juhász Erzsébet Tapasztó Ágnes Szekeres Judit Szolnoki MÁV MTE | 3:46,90              | Újpesti Dózsa                            | 3:47,35              |
| 4 × 800 m              | Bartakovics Andrea Szabó Andrea Barócsi Heléna Rácz Katalin Újpesti Dózsa | 8:38,3   | Több induló nem volt                                                        | Több induló nem volt | Több induló nem volt                     | Több induló nem volt |
| 100 m gát              | Siska Xénia Vasas SC                                                      | 12,92    | Palombi Margit Tatabányai Bányász                                           | 13,36                | Gazdag Zsuzsa Bp. Honvéd                 | 13,75                |
| 400 m gát              | Balázs Éva Bp. Honvéd                                                     | 59,88    | Szekeres Judit Szolnoki MÁV MTE                                             | 1:00,37              | Bányai Ilona Hevesi SE                   | 1:00,71              |
| 10 km gyaloglás        | Hudi Rudolfné Bp. Postás                                                  | 49:00    | Rosza Mária Békéscsabai Előre Spartacus                                     | 49:08                | Ilyés Ildikó Békéscsabai Előre Spartacus | 49:14                |
| magasugrás             | Sterk Katalin Tatabányai Bányász                                          | 198 cm   | Juha Olga Vasas SC                                                          | 192 cm               | Kovács Miskolci VSC                      | 184 cm               |
| távolugrás             | Fekete Ildikó Debreceni MVSC                                              | 656 cm   | Palombi Margit Tatabányai Bányász                                           | 654 cm               | Novobáczky Klára Építők SC               | 636 cm               |
| súlylökés              | Kripli Márta MTK-VM                                                       | 17,49 m  | Herth Hajnal MTK-VM                                                         | 16,80 m              | Elekes Tünde Tatabányai Bányász          | 16,31 m              |
| diszkoszvetés          | Kripli Márta MTK-VM                                                       | 62,36 m  | Molnár Ilona Haladás VSE                                                    | 57,32 m              | Pallay Sándorné Diósgyőri VTK            | 56,82 m              |
| gerelyhajítás          | Malovecz Zsuzsa Bp. Építők                                                | 61,46 m  | Budavári Éva Szolnoki MÁV MTE                                               | 60,52 m              | Hartai Katalin Bp. Honvéd                | 59,40 m              |
| hétpróba               | Palombi Margit Tatabányai Bányász                                         | 6001     | Domokos Anikó SZEOL-DÉLÉP                                                   | 5613                 | Téglási Eleonóra Nyíregyházi VSSC        | 5547                 |
| maratoni futás         | Szabó Karolina Bp. Honvéd                                                 | 2:30:31  | Sipka Ágnes Székesfehérvári Ikarus                                          | 2:31:31              | Zsilák Ilona Békéscsabai Előre Spartacus | 2:39:00              |
| mezei futás (5 km)     | Fazekas Erika Diósgyőri VTK                                               | 16:35    | Szabó Karolina Bp. Honvéd                                                   | 16:42                | Ágoston Zita Dunaújvárosi Kohász         | 17:08                |
| csapat maratoni futás  | Farkas Ágota Csizmadia Gyuláné Mátyás Ildikó Kaposvári Rákóczi            | 9:05:17  | Építők SC                                                                   | 9:08:33              | Nyíregyházi Tanárképző                   | 10:05,52             |
| csapat 10 km gyaloglás | Rosza Mária Ilyés Ildikó Laurinyecz Mária Békéscsabai Előre Spartacus     | 2:32:39  | Gödöllői EAC                                                                | 2:49:06              | Bp. Honvéd                               | 3:10:24              |
| csapat mezei futás     | Szabó Karolina Brutóczky Judit Bugya Mariann Bp. Honvéd                   | 18       | Fazekas Erika Diósgyőri VTK                                                 | 34                   | Újpesti Dózsa                            | 45                   |

### Téli dobóbajnokság
Férfiak
| Versenyszám   | Arany                     | Arany   | Ezüst                      | Ezüst   | Bronz                          | Bronz   |
| ------------- | ------------------------- | ------- | -------------------------- | ------- | ------------------------------ | ------- |
| diszkoszvetés | Németh László Haladás VSE | 56,74 m | Horváth Attila Haladás VSE | 56,64 m | Ficsor József Nyíregyházi VSSC | 52,42 m |
| kalapácsvetés | Vörös Sándor MTK-VM       | 73,24 m | Szitás Imre Haladás VSE    | 72,80 m | Vida József Haladás VSE        | 71,90 m |

Nők
| Versenyszám   | Arany                    | Arany   | Ezüst                       | Ezüst   | Bronz                              | Bronz   |
| ------------- | ------------------------ | ------- | --------------------------- | ------- | ---------------------------------- | ------- |
| diszkoszvetés | Molnár Ilona Haladás VSE | 49,58 m | Börzsönyi Mária Haladás VSE | 48,16 m | Tóbiás Veronika Tatabányai Bányász | 45,32 m |

## Magyar atlétikai csúcsok
- 4 × 100 m 38.67 ocs. Férfi válogatott (Karaffa, Nagy I., Tatár, Kovács A.) Budapest 8. 11.
- n. diszkoszvetés 66.48 m ocs. Kripli Márta MTK-VM Budapest 8. 11.
- fp. 3000 m 7:48.81 ocs. K. Szabó Gábor BHSE Budapest 2. 1.
- fp. 5000 m 14:07.15 ocs. K. Szabó Gábor BHSE Budapest 2. 1.
- fp. távolugrás 8.24 m ocs. Szalma László Vasas Madrid 2. 22.